# Alga Bischkek
Der FK Alga Bischkek (kirgisisch футбол клубу Алга Бишкек) ist ein kirgisischer Fußballverein aus der Hauptstadt Bischkek. Aktuell spielt der Verein in der ersten Liga.

## Geschichte
Gegründet wurde der Verein im Jahre 1947 zu Zeiten der Sowjetunion. Insgesamt 13 Spielzeiten (zuletzt 1979) verbrachte Alga in der Perwaja Liga, der zweithöchsten Stufe im sowjetischen Ligasystem. Nach der Unabhängigkeit Kirgisistans gehörte Alga zu den Gründungsmitgliedern der höchsten kirgisischen Liga und sicherte sich gleich in der Premierensaison den ersten Meistertitel.

## Stadion
Der Verein trägt seine Heimspiele im Dynamo-Stadion in Bischkek aus. Das Stadion hat ein Fassungsvermögen von 10.000 Personen.

## Erfolge
- Kirgisischer Meister: 1992, 1993, 2000, 2001, 2002
- Kirgisischer Vizemeister: 1998, 1999, 2003, 2004, 2005, 2012
- Kirgisischer Pokalsieger: 1992, 1997, 1998, 1999, 2000, 2001, 2002, 2003
- Kirgisischer Pokalfinalist: 1993, 2012, 2021

## Trainerchronik
| Trainer             | Nation      | von             | bis                |
| ------------------- | ----------- | --------------- | ------------------ |
| Aleksandr Keller    | Russland    | 1. Januar 1969  | 31. Dezember 1970  |
| Vyacheslav Solovjev | Russland    | 1. Januar 1991  | 30. September 1992 |
| Murat Dzhumakeev    | Kirgisistan | 1. Juli 2001    | 30. Juni 2006      |
| Zakir Dzhalilov     | Kirgisistan | 1. Januar 2006  | 31. Dezember 2007  |
| Murat Dzhumakeev    | Kirgisistan | 1. Juli 2009    | 30. Juni 2011      |
| Nurzat Kadyrkulov   | Kirgisistan | 1. Januar 2014  | 31. Dezember 2015  |
| Aleksandr Beldinov  | Kirgisistan | 1. Januar 2016  | 30. Juni 2016      |
| Valeriy Berezovskiy | Kirgisistan | 1. Juli 2017    | 9. Januar 2023     |
| Samat Suymaliev     | Kirgisistan | 10. Januar 2023 | 5. Mai 2024        |
| Mirbek Shabdanov    | Kirgisistan | 10. Juni 2024   |                    |